# Lokalizált légzés
A lokalizált légzés olyan külső légzés, amelyben a gázcserét elkülönült, elkülöníthető légzőszervek végzik. Ellentéte és evolúciós értelemben az utódja a diffúz légzésnek. Minden lokalizált légzés közös jellemzője, hogy a légzőszerv kizárólagosan, vagy csaknem kizárólagosan átveszi a gázcsere feladatkörét, és a belső légzéshez szükséges oxigént, valamint a belső légzés oxidációja során felszabaduló szén-dioxidot cseréli.
Megvalósulása kétféle lehet. Legegyszerűbb formája a légcsöves légzés, amelyet a szárazföldi ízeltlábúak használnak. Ebben a légcsövek hálózata gyakorlatilag sejtszintig szállítja a levegőt közvetlenül. Ennél elvileg nincs szükség keringési rendszerre, és a testfolyadékok közül a vérre, mégis van vérkeringés és nagyon kezdetleges szív.
A két másik megoldás a kopoltyús légzés, valamint a tüdőlégzés. A kopoltyú a vízi állatok magasan szervezett légzőszerve, a tüdő a szárazföldieké. E két típus közös jellemzője, hogy a gázcsere elkülönül külső- és belső légzésre, a kettő között a kapcsolatot a vérkeringés hozza létre, amely az egy helyre koncentrálódó légcserélő szervektől elszállítja az oxigént a sejtekig, majd visszaszállítja oda a képződő szén-dioxidot. Ezért e két légzéstípus alapvető kísérő jelensége a fejlett keringési rendszer – bár kivételek akadnak, vannak olyan kopoltyús állatok, amelyeknél fejletlen a keringés, és vannak fejlett keringési rendszerrel rendelkező diffúz légzők (tüskésbőrűek).
A lokalizált légzés alapvetően azért alakult ki, mert egyes élőlények olyan élőhelyeket vettek birtokba, ahol már a bőrlégzés nem volt kielégítő. Ezek az aljzatba ásó állatok, illetve a külső vázat növesztő állatok. Az előbbieknél időleges megoldásként feltűnik a béllégzés is, amely szintén koncentrációnak tekinthető, és lépésenként abból is kopoltyú alakult ki.